# مينغ فريمان
مينغ فريمان (بالصينية: 明·費里曼) هو موزع وعازف بيانو صيني، ولد في القرن العشرين.

## وصلات خارجية
- مينغ فريمان على موقع ميوزك برينز (الإنجليزية)
- مينغ فريمان على موقع أول ميوزيك (الإنجليزية)